# Лакатош, Роби
Роби Лакатош (род. 16 августа 1965, Будапешт, Венгрия) — скрипач, композитор, джазмен цыганской национальности, потомок Яноша Бихари. Исполняет также академическую европейскую и цыганскую музыку. Снимался в фильмах на ролях музыкантов, также писал и исполнял музыку для фильмов.

## Биография
Свою первую скрипку получил в два года. На ней он пытался повторять игру за своими родственниками, которые все были скрипачами. В пять лет его стали учить уже специально. Впервые выступил на публике в возрасте 9 лет. После школы поступил в Консерваторию имени Белы Бартока в Будапеште.
По окончании консерватории Лакатошу предложили 3-месячный контракт в Бельгии. По окончании контракта, Роби открыл в Бельгии свой собственный джаз-клуб, который просуществовал с 1986 по 1996 год. Игрой Лакатоша восхищался сам Иегуди Менухин.
В наше время Лакатош регулярно гастролирует по всему миру, выступая в престижных концертных залах, в том числе приезжал в Россию (Москва, Санкт-Петербург, Новосибирск).
Первый CD скрипача, выпущенный «Deutsche Grammophon Gesellschaft», разошёлся тиражом более 100 тыс. экземпляров и был отмечен престижной немецкой премией Echo-Klassik. Второй, концертный CD, «Live in Budapest» был записан на его концерте в родном городе.
Две дочери Роби также играют на скрипке.

## Дискография
- 1991: "In Gypsy Style"
- 1998: "Alouette König der Zigeunergeiger"
- 1998: "Lakatos Gold"
- 1999: "Post Phrasing Lakatos Best"
- 1999: "Live From Budapest"
- 2001: "With musical friends"
- 2002: "Kinoshita Meets Lakatos"
- 2002: "Deborahs theme: As Time Goes By"
- 2004: "The Legend of the Toad"
- 2005: "Firedance"
- 2006: "Klezmer Karma"
- 2006: "Rodrigo y Gabriela" (one track: Ixtapa)
- 2008: "Roby Lakatos with Musical Friends"
- 2008: "Boleritza" (two tracks: Mamo Temera, 17_14)